# Wielka Komorza
Wielka Komorza – wieś borowiacka w Polsce, położona w województwie kujawsko-pomorskim, w powiecie tucholskim, w gminie Tuchola, na zachodnim skraju Tucholskiego Parku Krajobrazowego, przy drodze wojewódzkiej nr 237. Miejscowość jest częścią składową sołectwa Mała Komorza. Według Narodowego Spisu Powszechnego (III 2011 r.) liczyła 298 mieszkańców. Jest ósmą co do wielkości miejscowością gminy Tuchola.
W latach 1975–1998 miejscowość administracyjnie należała do województwa bydgoskiego.

## Urodzeni w Wielkiej Komorzy
- Roman Janta-Połczyński – polski działacz polityczny i gospodarczy, właściciel majątku rycerskiego, kompozytor, publicysta[4].